# تانيا بيلي (لاعبة الاسكواش)
تانيا بيلي (بالإنجليزية: Tania Bailey) هي لاعبة الاسكواش بريطانية، ولدت في 2 أكتوبر 1979 في Stamford, Lincolnshire ‏ في المملكة المتحدة.

## وصلات خارجية
- تانيا بيلي على موقع SquashInfo.com (الإنجليزية)
- تانيا بيلي على موقع اتحاد ألعاب الكومنولث (مؤرشف) (الإنجليزية)
- تانيا بيلي على موقع اتحاد ألعاب الكومنولث (مؤرشف) (الإنجليزية)
- تانيا بيلي على موقع دورة ألعاب الكومنولث 2006 (مؤرشف) (الإنجليزية)